# Safareig de la vinya de l'Almeda
El Safareig de la vinya de l'Almeda és una obra de la Selva de Mar (Alt Empordà) inclosa a l'Inventari del Patrimoni Arquitectònic de Catalunya.

## Descripció
Situats al sud del nucli urbà de la Selva de mar, pel camí que puja en direcció al mas de l'Estela des de la població. Un cop passat el coll del Molí, la vinya de l'Almeda està situada a ponent, a tocar el camí i la riera de la Selva, a l'indret conegut com les Planes.
Es tracta d'un conjunt format per un pou cobert, que té adossat un safareig a la banda nord. El pou és de planta circular i presenta un brocal de força alçada, amb coberta a un sol vessant, bastida amb maons disposats a pla. L'obertura és a migdia, amb una gran llosa de pissarra a manera de llinda. Es conserven restes de la portella que tancava l'obertura. A l'interior, per la banda est, hi ha encastat un bassi de pedra, des del qual es pot omplir d'aigua el safareig, per mitjà d'un orifici al mur i d'una conducció exterior, a manera de pilar bastit amb maons. El safareig és de planta rectangular i de dimensions petites, i actualment està cobert de vegetació. Tant el pou com el safareig són construïts amb rebles lligats amb morter de calç, i conserven restes d'una gruixuda capa d'arrebossat que els revestia.